# Kamień nad Odrą
Kamień nad Odrą (slezsky Kamjyń nad Uodrům, česky lze přeložit jako Kámen nad Odrou) je zaniklá obec na řece Odře, poblíž česko-polské státní hranice ve gmině Gorzyce v okrese Wodzisław (powiat wodzisławski)  ve Slezském vojvodství (województwo šląskie) v Polsku. Místo je celoročně volně přístupné po polních cestách.

## Další informace
23. května 1921 zde a v okolních vesnicích došlo k bitvě, tzv. Bitwa pod Olzą, v rámci 3. Hornoslezského povstání. Obyvatelé obce byli přesídleni a obec zanikla v roce 1999 z důvodů výstavby vodního díla Polder Buków, tj. protipovodňové hráze, která  chrání oblasti ležící na řece Odře před povodněmi. Rozsáhlé povodně na Odře roku 1997 značně přispěly k vysídlení obce a následné výstavbě poldru Buków.

## Galerie

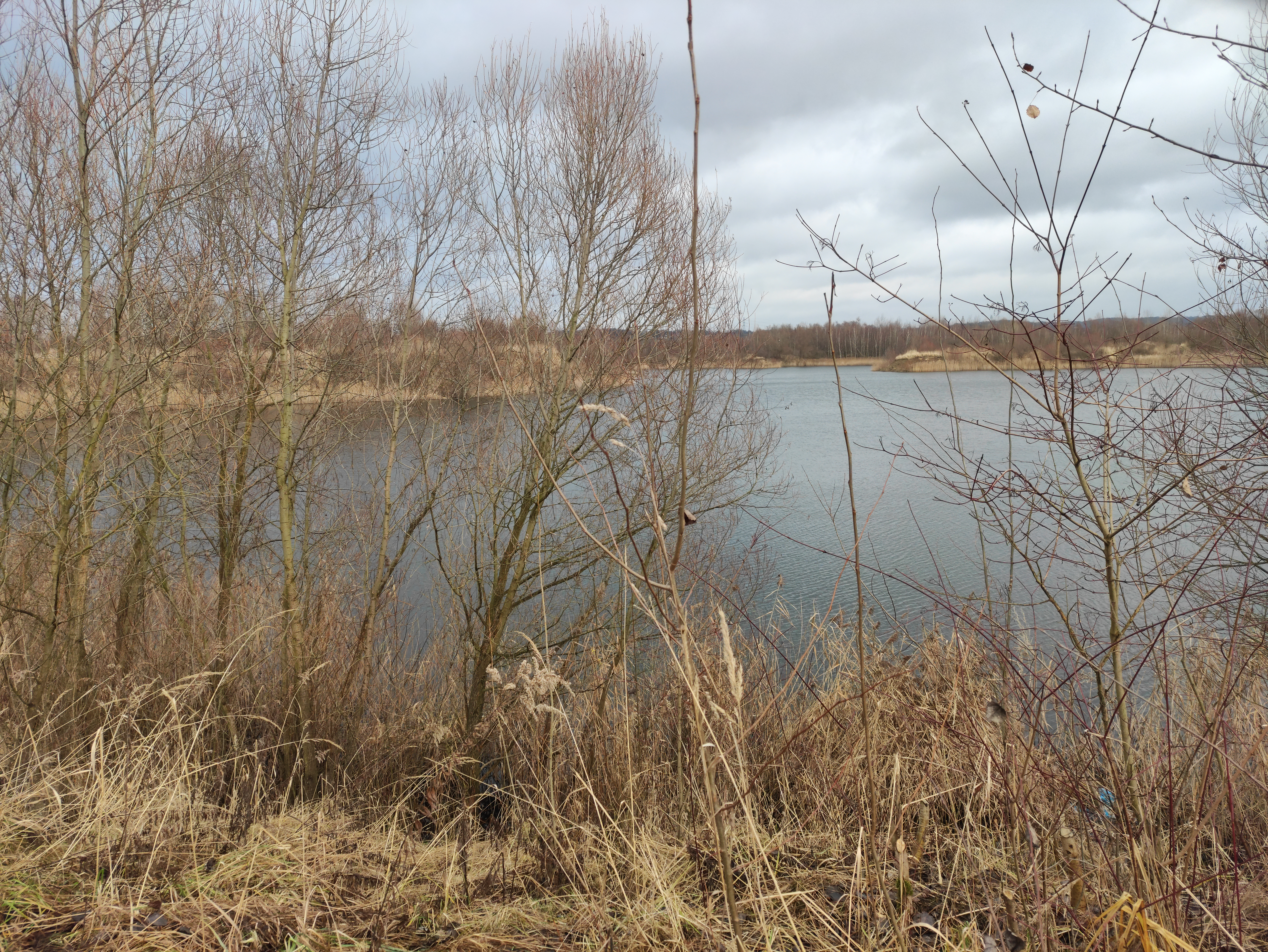